# Ceruana
Ceruana é um género botânico pertencente à família Asteraceae.